# Eladio Sánchez
Eladio Sánchez Prado (Castro-Urdiales, Cantabria, 12 de julio de 1984) es un exciclista español.
Debutó como profesional en 2006 con el equipo Liberty Seguros. Su mejor cualidad era la contrarreloj, aunque también ejercía en el llano como gregario. Su último equipo fue el Orbea-Oreka SDA, en ese momento filial del equipo del UCI ProTeam Euskaltel-Euskadi.
Desde 2010 se dedicó al remo en los equipos de Zierbena y Castreña, donde se formó en categorías inferiores antes de dedicarse primeramente al ciclismo.

## Palmarés
2005
- 2.° en los Juegos Mediterráneos Contrarreloj

## Equipos
- Liberty Seguros (2006)
- Fuerteventura-Canarias (2007)
- Orbea-Oreka SDA (2008)